# Paurométabole
Les Paurométaboles sont un type d'arthropodes ptérygotes hétérométaboles, c'est-à-dire sans stade immobile entre la larve et l'adulte.
Il y a trois stades :
- œuf
- larve
- imago (adulte)

La larve ressemble plus ou moins à l'imago avec des différences notables : taille bien sûr, apparition ou développement de membres (ex : ailes chez les mantes religieuse), pigmentation... Les organes génitaux se développent de manière progressive.
Contrairement aux hémimétaboles, la larve et l'adulte vivent dans le même milieu, aquatique ou aérien.

## Exemples de Paurométaboles
Ordres des :
- Orthoptera
- Isoptera
- Dermaptera